# Pitkäjärvi (Espoo)
Pitkäjärvi ou Vanhankylän Pitkäjärvi est un lac situé à Espoo et à Vantaa en Finlande.

## Géographie
Pitkäjärvi est principalement situé dans le centre d'Espoo sur le côté sud-est de la Kehä III entre les routes Turuntie et Vihdintie. 
Une petite partie de la partie nord-est du lac est située à Vantaa.
L'extrémité nord-est du lac  dans lequel  se jette au nord le ruisseau Herukkapuro, se trouve du côté de Linnainen et Hämeenkylä à Vantaa, et l'extrémité sud-ouest, où se trouve l'exutoire du lac, se trouve dans la zone de Järvenperä. 
L'extrémité sud-ouest du lac est particulièrement étroite sur une longue distance.
Le ruisseau traverse initialement la zone du parc du manoir de Träskända sous le nom de Myllykylänpuro, et continue plus loin sous le nom de Glimsinjoki avant que le ruisseau ne devienne l'Espoonjoki. 
La longueur du lac Pitkäjärvi du nord-est au sud-ouest est d'environ 4,9 kilomètres et sa largeur maximale est d'environ 850 mètres.
Espoo compte deux autres lacs homonymes Nuuksion Pitkäjärvi et  Velskolan Pitkäjärvi.

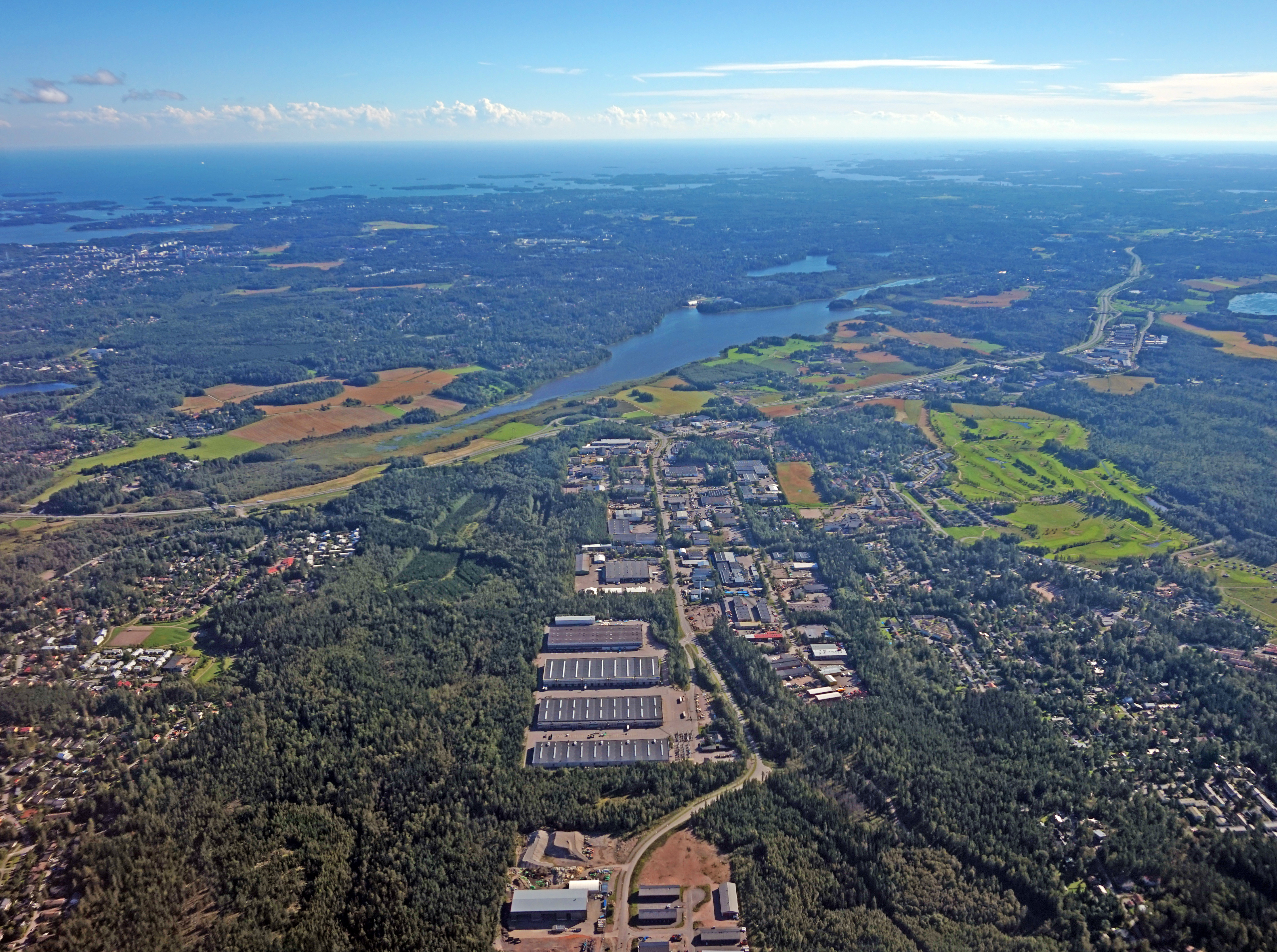
Des bâtiments industriels et le lac Pitkäjärvi.